# Pratt & Whitney Canada
Pratt & Whitney Canada (P&WC) è un produttore canadese di motori aeronautici. P&WC ha sede a Longueuil, Québec, poco distante da Montréal. P&WC è un distaccamento dell'azienda americana Pratt & Whitney (P&W), che a sua volta fa parte della holding United Technologies Corporation.
P&WC si occupa della costruzione di motori aeronautici turboventola per business jet ed è dotata di una propria struttura di ricerca, sviluppo, costruzione e vendita.

## Storia
La Pratt & Whitney Canada è stata fondata nel 1928 per fungere da centro di assistenza per i motori della P&W. Durante la Seconda guerra mondiale si è occupata del montaggio dei Pratt & Whitney Wasp costruiti negli Stati Uniti. Nel 1952 la produzione di motori Wasp è stata interamente trasferita alla P&WC in quanto la P&W aveva deciso di concentrarsi unicamente sullo sviluppo di motori a reazione.
Nei tardi anni cinquanta, un team di 12 ingegneri della P&WC ha iniziato lo sviluppo del primo motore turboelica costruito in Canada, il PT6. I primi esemplari sono divenuti operativi nel 1963 montati sui Beechcraft 18.

## Prodotti
- Serie JT15D
- Serie PT6
- Serie PW100
- Serie PW200
- Serie PW300
- Serie PW500
- Serie PW600
- Serie PW800
- PW900